# Hippomane
Hippomane es un género perteneciente a la familia de las euforbiáceas. Comprende 10 especies descritas y de estas solo 3 aceptadas.

## Descripción
Son árboles, que alcanzan un tamaño de hasta 15 m de alto, con látex cáustico y lechoso, glabros; plantas monoicas. Hojas alternas, simples, ampliamente ovadas, 2–8 cm de largo y 1.5–6 cm de ancho, ápice cortamente acuminado, base redondeada a subcordada, márgenes inconspicuamente serrados, cartáceas; pecíolos 1–5 cm de largo, con una glándula en el ápice. Inflorescencia en forma de una espiga terminal, de 3–9 cm de largo, brácteas diminutas, con 2 glándulas conspicuas; flores estaminadas 8–muchas en cada verticilo de los nudos superiores, hasta 1 mm de largo, cáliz 2- o 3-lobado, pétalos y disco ausentes, estambres 2, connados en la base; flores pistiladas solitarias en los nudos inferiores, frecuentemente ausentes, cáliz pequeño, profundamente 3-lobado, pétalos y disco ausentes, ovario 6–9-locular, óvulos 1 por lóculo, estilos ca 3 mm de largo, connados en la base, profundamente 2-lobados. Fruto drupáceo, deprimido-globoso, 1.5–2.5 cm de diámetro; semillas ovoides, lisas, obscuras, carunculadas.

## Taxonomía
El género fue descrito por Carlos Linneo y publicado en Species Plantarum 2: 1191. 1753. La especie tipo es: Hippomane mancinella L.

## Especies aceptadas
A continuación se brinda un listado de las especies del género Hippomane aceptadas hasta marzo de 2014, ordenadas alfabéticamente. Para cada una se indica el nombre binomial seguido del autor, abreviado según las convenciones y usos.
- Hippomane horrida Urb. & Ekman
- Hippomane mancinella L.
- Hippomane spinosa L.